# Norbert Kohler
Norbert Theo Kohler (ur. 21 maja 1930 w Maßweiler, zm. 13 marca 2003 w Saarbrücken) – zapaśnik z Protektoratu Saary i RFN walczący w stylu klasycznym. Olimpijczyk z Helsinek 1952, gdzie zajął dziesiąte miejsce w kategorii do 57 kg.
Zajął dziesiąte miejsce na mistrzostwach Niemiec w 1952 roku.

## Letnie Igrzyska Olimpijskie 1952
| Konkurencja          | Rundy eliminacyjne       | Rundy eliminacyjne        | Rundy eliminacyjne     | Klas. końcowa |
| Konkurencja          | Przeciwnik I             | Przeciwnik II             | Przeciwnik III         | Miejsce       |
| -------------------- | ------------------------ | ------------------------- | ---------------------- | ------------- |
| 57 kg styl klasyczny | Oswaldo Johnston (GUA) Z | Ferdinand Schmitz (GER) P | Hubert Persson (SWE) P | 10.           |